# Route nationale 30 (Grèce)
Pour les articles homonymes, voir Route nationale 30.
La route nationale 30 (en grec moderne : Εθνική Οδός 30, en abrégé EO30) est une route nationale du centre de la Grèce. Elle relie les villes d’Árta et Vólos, via Tríkala et Kardítsa.

## Description
La route nationale 30 part de la route nationale 5 à Árta. 
Elle s'étend vers le nord-est à travers les monts Athamaniens et le parc national de Tzoumérka-Achelóos-Ágrafa-Météores, jusqu'à atteindre la ville de Pýli, où elle entre dans la plaine de Thessalie. 
À Tríkala, elle rejoint la route nationale 6 et tourne vers le sud-est en direction de Kardítsa, où elle s'oriente vers l'est. 
Le tronçon entre Néo Monastíri et Pharsale est partagé avec la route nationale 3. La EO30 croise l'autoroute A1 à Mikrothíves et l'autoroute A3 entre Kardítsa et Sofádes. 
À Néa Anchíalos, la EO30 atteint le golfe Pagasétique et se termine environ 17 kilomètres plus loin au centre de Vólos.

## Tracé
| Km     | Agglomérations lieux | Carte interactive |
| ------ | -------------------- | ----------------- |
| 0 km   | Árta                 |                   |
| km     | Péta                 |                   |
| km     | Vourgaréli           |                   |
| km     | Mesochóra (el)       |                   |
| km     | Pýli                 |                   |
| km     | Tríkala              |                   |
| km     | Agnanteró (el)       |                   |
| km     | Kardítsa             |                   |
| km     | Sofádes              |                   |
| km     | Néo Monastíri (el)   |                   |
| km     | Pharsale             |                   |
| km     | (el)                 |                   |
| km     | Néa Anchíalos        |                   |
| 250 km | Vólos                |                   |